# Foukas
Foukas (griechisch Φουκάς) oder Selinoudio (griechisch Σελινούντιο) ist ein 873 m hoher Berg in der Korinthia etwa 18 km südwestlich von Korinth. In der Antike wurde er Apesas (altgriechisch Ἀπέσας Aphesas) oder Apesantus genannt. Er kann aus der Ferne gut erkannt werden, da er oben abgeflacht ist.
Der Apesas gehörte zum Machtbereich des Nemeischen Löwen. Nach der Überlieferung soll es auf dem Berg einen Altar für Zeus Apesantos gegeben haben. Dieser Altar konnte im Osten des Plateaus lokalisiert werden. Hier fand man viele Tonscherben, die mit Asche und Tierknochen vermischt waren. Die Tonscherben stammen aus der Geometrischen Epoche, Archaik und der Klassischen Zeit. Perseus soll der erste gewesen sein, der Zeus hier opferte.
Südwestlich knapp unterhalb des Plateaus wurde im Mittelalter die Burg Foka (griechisch Κάστρο Φωκά) errichtet. Ob dies bereits in der Mittelbyzantinischen Zeit oder erst unter den Franken im 13. Jahrhundert geschah ist nicht überliefert. Sie spielte jedoch nur eine untergeordneten Rolle, da sie von stark befestigten Burgen wie Akrokorinth, Polyfengo und Kastro Agiou Vasiliou umgeben war. Die zugehörige Siedlung Fouka findet in einem osmanischen Dokument Erwähnung. In dem Werk des italienischen Reisenden Girolamo Albrizzi, der 1684 den Peloponnes bereiste, gibt es eine Abbildung der Burg Foica, bei der es sich sehr wahrscheinlich um Foukas handelte. Um 1700 wurde innerhalb der Burg die Kirche Zoodochos Pigi errichtet. Ob die Burg nun als Kloster genutzt wurde, ist umstritten. Die nahe gelegenen Höhlen gelten laut Überlieferung jedoch als Zufluchtsort von Asketen. Bis zu dem Brand im Jahre 2007 war der Foukas mit Zypressen bestanden.